# Besta deild 2024
Die Besta deild 2024 war die 113. Spielzeit der höchsten isländischen Fußballliga. Die Hauptrunde begann am 6. April 2024 und endete am 16. September 2024. Anschließend fanden vom 22. September bis 27. Oktober 2024 die Meister- und die Abstiegsrunde statt.
Breiðablik sicherte sich durch ein 3:0 am letzten Spieltag über den Titelverteidiger Víkingur seine dritte Meisterschaft. Die Abstiegsplätze belegten HK und Fylkir. Den Pokal gewann überraschend KA Akureyri.

## Modus
Zunächst trafen alle zwölf Mannschaften in der Hauptrunde jeweils zweimal aufeinander. Danach ermittelten die ersten sechs Mannschaften in der Meisterschaftsrunde den Meister, während die letzten sechs Mannschaften in der Abstiegsrunde spielten. In diesen Runden wurde nur die Hinrunde ausgespielt, sodass es hierbei jeweils zu fünf Spieltagen kam. Die Punkte aus der Hauptrunde wurden jeweils übernommen.
Der Meister ist für die Qualifikation der Champions League 2025/26 zugelassen, die zweit- und drittplatzierte Mannschaft sowie der Pokalsieger für die Conference League 2025/26. Die zwei letztplatzierten Mannschaften stiegen zum Saisonende ab.

## Vereine
Im Vergleich zum Vorjahr veränderte sich die Ligazusammensetzung folgendermaßen: ÍBV Vestmannaeyjar und Keflavík ÍF stiegen als elft- bzw. zwölftplatziertes Team der Saison 2023 in die 1. deild karla (2. Leistungsstufe) ab. Der dortige Meister ÍA Akranes schaffte den sofortigen Wiederaufstieg in die erste Liga und wurde begleitet vom Gewinner der Aufstiegs-Playoffs ÍF Vestri.
| Verein               | Wappen                   | Stadt         | Stadion         | Kapazität |
| -------------------- | ------------------------ | ------------- | --------------- | --------- |
| FH Hafnarfjörður     | FH Hafnarfjörður         | Hafnarfjörður | Kaplakriki      | 6.738     |
| Breiðablik Kópavogur | Breiðablik Kópavogur     | Kópavogur     | Kópavogsvöllur  | 5.501     |
| ÍA Akranes           | ÍA Akranes               | Akranes       | Akranesvöllur   | 4.850     |
| KA Akureyri          | KA Akureyri              | Akureyri      | Akureyrarvöllur | 3.500     |
| ÍF Fylkir Reykjavík  | ÍF Fylkir Reykjavík      | Reykjavík     | Fylkisvöllur    | 2.872     |
| Valur Reykjavík      |                          | Reykjavík     | Hlíðarendi      | 2.465     |
| KR Reykjavík         | KR Reykjavík             | Reykjavík     | Meistaravellir  | 2.781     |
| ÍF Vestri            |                          | Ísafjörður    | Torfnesvöllur   | 1.695     |
| Víkingur Reykjavík   | Víkingur Reykjavík       | Reykjavík     | Víkingsvöllur   | 1.449     |
| UMF Stjarnan         | Ungmennafélagið Stjarnan | Garðabær      | Stjörnuvöllur   | 1.292     |
| HK Kópavogur         | HK Kópavogur             | Kópavogur     | Kórinn          | 1.452     |
| Fram Reykjavík       | Fram Reykjavík           | Reykjavík     | Framvöllur      | 0370      |

## Hauptrunde

### Tabelle
| Pl.                         | Verein                   | Sp. | S  | U | N  | Tore    | Diff. | Punkte |
| --------------------------- | ------------------------ | --- | -- | - | -- | ------- | ----- | ------ |
| 1.                          | Víkingur Reykjavík (M/P) | 22  | 15 | 4 | 3  | 056:230 | +33   | 49     |
| 2.                          | Breiðablik Kópavogur     | 22  | 15 | 4 | 3  | 053:280 | +25   | 49     |
| 3.                          | Valur Reykjavík          | 22  | 11 | 5 | 6  | 053:330 | +20   | 38     |
| 4.                          | ÍA Akranes (N)           | 22  | 10 | 4 | 8  | 041:310 | +10   | 34     |
| 5.                          | UMF Stjarnan             | 22  | 10 | 4 | 8  | 040:350 | +5    | 34     |
| 6.                          | FH Hafnarfjörður         | 22  | 9  | 6 | 7  | 039:380 | +1    | 33     |
| 7.                          | Fram Reykjavík           | 22  | 7  | 6 | 9  | 031:320 | −1    | 27     |
| 8.                          | KA Akureyri              | 22  | 7  | 6 | 9  | 032:380 | −6    | 27     |
| 9.                          | KR Reykjavík             | 22  | 5  | 6 | 11 | 035:460 | −11   | 21     |
| 10.                         | HK Kópavogur             | 22  | 6  | 2 | 14 | 026:560 | −30   | 20     |
| 11.                         | ÍF Vestri (N)            | 22  | 4  | 6 | 12 | 022:430 | −21   | 18     |
| 12.                         | Fylkir Reykjavík         | 22  | 4  | 5 | 13 | 026:510 | −25   | 17     |
| Stand: Abschluss Hauptrunde |                          |     |    |   |    |         |       |        |

Platzierungskriterien: 1. Punkte – 2. Tordifferenz – 3. geschossene Tore

| (M) | amtierender isländischer Meister     |
| (P) | amtierender isländischer Pokalsieger |
| (N) | Neu/Aufsteiger der letzten Saison    |

### Kreuztabelle
Die Heimmannschaften stehen in der linken Spalte, die Auswärtsmannschaften befinden sich in der ersten Zeile.
| 2024                        | Breiðablik Kópavogur | ÍA Akranes | KA Akureyri | Víkingur Reykjavík | KR Reykjavík | UMF Stjarnan | VAL | VES | Fram Reykjavík | FH Hafnarfjördur | ÍF Fylkir Reykjavík | HK Kópavogur |
| --------------------------- | -------------------- | ---------- | ----------- | ------------------ | ------------ | ------------ | --- | --- | -------------- | ---------------- | ------------------- | ------------ |
| Breiðablik Kópavogur        | —                    | 1:1        | 2:1         | 1:1 a              | 4:2          | 2:1          | 2:3 | 4:0 | 3:1            | 2:0              | 3:0                 | 5:3          |
| ÍA Akranes                  | 1:2                  | —          | 1:0         | 0:1                | 2:1          | 1:3          | 3:2 | 3:0 | 1:0            | 1:2              | 5:1                 | 8:0          |
| KA Akureyri                 | 2:3                  | 2:3        | —           | 1:0                | 1:1          | 1:1          | 1:0 | 0:1 | 3:2            | 2:3              | 4:2                 | 1:1          |
| Víkingur Reykjavík          | 4:1                  | 1:2        | 4:2         | —                  | 1:1          | 2:0          | 3:2 | 1:1 | 2:1            | 2:0              | 5:2                 | 5:1          |
| KR Reykjavík                | 2:3                  | 4:2        | 2:2         | 0:3                | —            | 1:1          | 3:5 | 2:2 | 0:1            | 1:0              | 2:2                 | 1:2          |
| UMF Stjarnan                | 2:2                  | 4:1        | 5:0         | 0:4                | 1:3          | —            | 1:0 | 1:0 | 1:1            | 4:2              | 2:0                 | 2:0          |
| Valur Reykjavík             | 0:2                  | 2:0        | 3:1         | 2:2                | 4:1          | 5:1 a        | —   | 3:1 | 1:1            | 2:2              | 4:0                 | 5:1          |
| ÍF Vestri                   | 2:2                  | 0:0        | 0:2         | 1:4                | 2:0          | 4:2          | 1:5 | —   | 1:3            | 0:2              | 0:0                 | 1:0          |
| Fram Reykjavík              | 1:4                  | 1:1        | 1:2         | 0:1                | 1:0          | 2:1          | 4:1 | 2:0 | —              | 3:3              | 2:1                 | 1:2          |
| FH Hafnarfjörður            | 1:0                  | 1:1        | 1:1         | 2:3                | 1:2          | 0:3          | 2:2 | 3:2 | 3:3            | —                | 3:1                 | 3:1          |
| Fylkir Reykjavík            | 0:3                  | 3:0        | 1:1         | 0:6                | 3:4          | 0:1          | 0:0 | 3:2 | 0:0            | 2:3              | —                   | 3:1          |
| HK Kópavogur                | 0:2                  | 0:4        | 1:2         | 3:1                | 3:2          | 4:3          | 1:2 | 1:1 | 1:0            | 0:2              | 0:2                 | —            |
| Stand: Abschluss Hauptrunde |                      |            |             |                    |              |              |     |     |                |                  |                     |              |

## Meisterschaftsrunde
Die besten sechs Mannschaften der Hauptrunde spielten nochmals jeweils einmal gegeneinander.

Die Ergebnisse und Punkte aus der Hauptrunde wurden übernommen.
| Pl.             | Verein                   | Sp. | S  | U | N  | Tore    | Diff. | Punkte |
| --------------- | ------------------------ | --- | -- | - | -- | ------- | ----- | ------ |
| 1.              | Breiðablik Kópavogur     | 27  | 19 | 5 | 3  | 063:310 | +32   | 62     |
| 2.              | Víkingur Reykjavík (M/P) | 27  | 18 | 5 | 4  | 068:330 | +35   | 59     |
| 3.              | Valur Reykjavík          | 27  | 12 | 8 | 7  | 066:420 | +24   | 44     |
| 4.              | UMF Stjarnan             | 27  | 12 | 6 | 9  | 051:430 | +8    | 42     |
| 5.              | ÍA Akranes (N)           | 27  | 11 | 4 | 12 | 049:470 | +2    | 37     |
| 6.              | FH Hafnarfjörður         | 27  | 9  | 7 | 11 | 043:500 | −7    | 34     |
| Stand: Endstand |                          |     |    |   |    |         |       |        |

| (M) | amtierender isländischer Meister     |
| (P) | amtierender isländischer Pokalsieger |
| (N) | Neu/Aufsteiger der letzten Saison    |

| 2024                 | Víkingur Reykjavík | Breiðablik Kópavogur | VAL | ÍA Akranes | UMF Stjarnan | FH Hafnarfjördur |
| -------------------- | ------------------ | -------------------- | --- | ---------- | ------------ | ---------------- |
| Víkingur Reykjavík   | •                  | 0:3                  | –   | –          | 2:2          | 3:0              |
| Breiðablik Kópavogur | –                  | •                    | 2:2 | 2:0        | 2:1          | –                |
| Valur Reykjavík      | 2:3                | –                    | •   | 6:1        | 2:2          | –                |
| ÍA Akranes           | 3:4                | –                    | –   | •          | –            | 4:1              |
| UMF Stjarnan         | –                  | –                    | –   | 3:0        | •            | 3:2              |
| FH Hafnarfjörður     | –                  | 0:1                  | 1:1 | –          | –            | •                |

## Abstiegsrunde
Die letzten sechs Mannschaften der Hauptrunde spielten nochmals jeweils einmal gegeneinander.

Die Ergebnisse und Punkte aus der Hauptrunde wurden übernommen.
| Pl.             | Verein           | Sp. | S  | U | N  | Tore    | Diff. | Punkte |
| --------------- | ---------------- | --- | -- | - | -- | ------- | ----- | ------ |
| 7.              | KA Akureyri      | 27  | 10 | 7 | 10 | 044:480 | −4    | 37     |
| 8.              | KR Reykjavík     | 27  | 9  | 7 | 11 | 056:490 | +7    | 34     |
| 9.              | Fram Reykjavík   | 27  | 8  | 6 | 13 | 038:490 | −11   | 30     |
| 10.             | ÍF Vestri (N)    | 27  | 6  | 7 | 14 | 032:530 | −21   | 25     |
| 11.             | HK Kópavogur     | 27  | 7  | 4 | 16 | 034:710 | −37   | 25     |
| 12.             | Fylkir Reykjavík | 27  | 5  | 6 | 16 | 032:600 | −28   | 21     |
| Stand: Endstand |                  |     |    |   |    |         |       |        |

| (N) | Neu/Aufsteiger der letzten Saison |

| 2024             | Fram Reykjavík | KA Akureyri | KR Reykjavík | HK Kópavogur | VES | Fylkir Reykjavík |
| ---------------- | -------------- | ----------- | ------------ | ------------ | --- | ---------------- |
| Fram Reykjavík   | •              | 1:4         | –            | –            | 2:4 | 2:0              |
| KA Akureyri      | –              | •           | 0:4          | 3:3          | 2:1 | –                |
| KR Reykjavík     | 7:1            | –           | •            | 7:0          | 2:2 | –                |
| HK Kópavogur     | 2:1            | –           | –            | •            | –   | 2:2              |
| ÍF Vestri        | –              | –           | –            | 2:1          | •   | 1:3              |
| Fylkir Reykjavík | –              | 1:3         | 0:1          | –            | –   | •                |